# قائمة أهداف خاميس رودريغيز الدولية

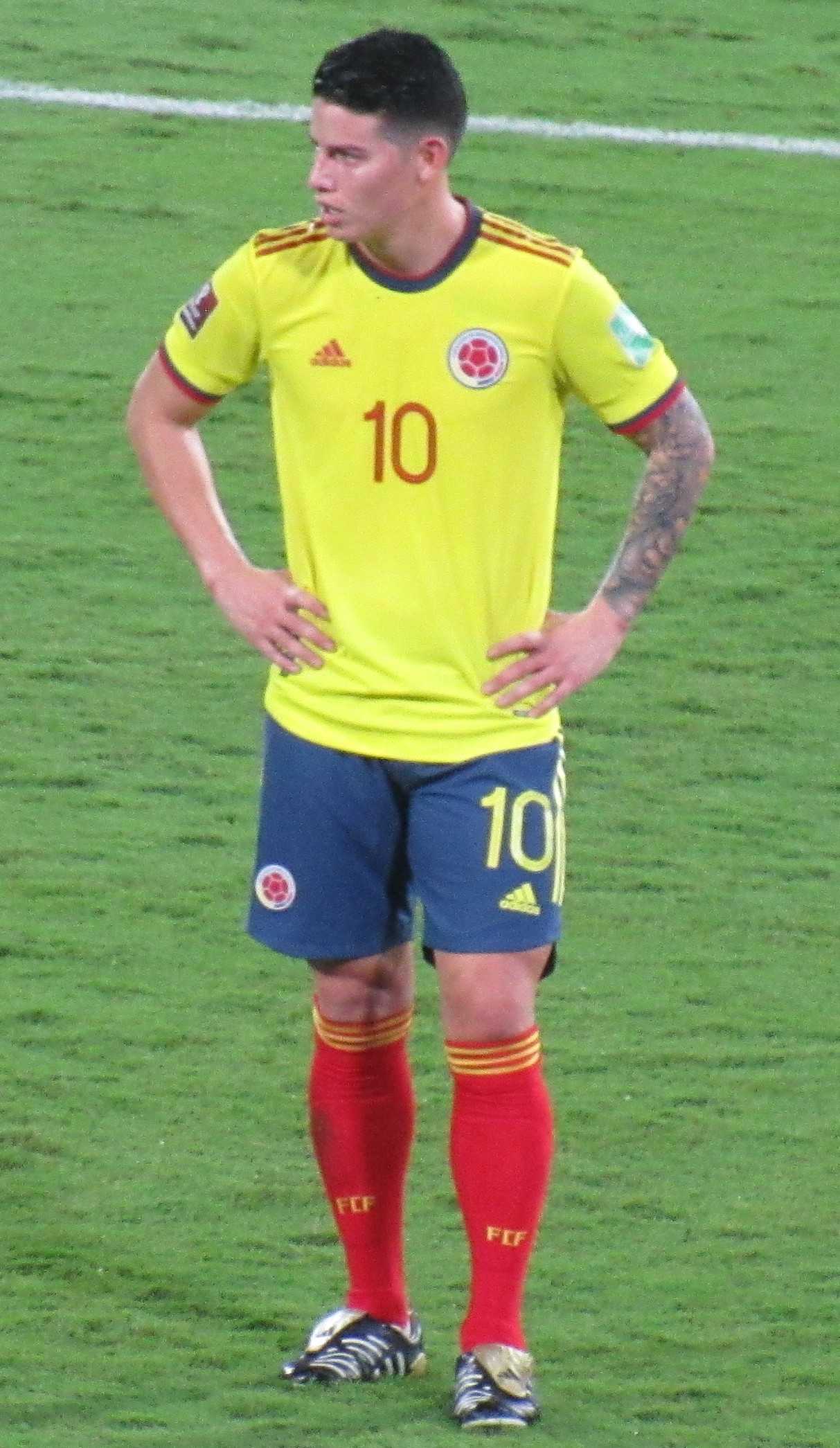
خاميس هداف كأس العالم 2014.

خاميس رودريغيز هو لاعب كرة قدم كولومبي. سجل 21 هدف مع منتخب كولومبيا، منها 6 أهداف في كأس العالم 2014.

## قائمة الأهداف
آخر تحديث 10 أكتوبر 2017.
قائمة النتائج والأهداف خاميس مع منتخب كولومبيا الأول
| الهدف | التاريخ        | المكان                                                 | الخصم            | الهدف | النتيجة | المسابقة               | م.     |
| ----- | -------------- | ------------------------------------------------------ | ---------------- | ----- | ------- | ---------------------- | ------ |
| 1     | 3 يونيو 2012   | الملعب الوطني، ليما، بيرو                              | بيرو             | 1–0   | 1–0     | تصفيات كأس العالم 2014 | [ 1 ]  |
| 2     | 11 سبتمبر 2012 | ملعب دافيد أريانو الأثري، سانتياغو، تشيلي              | تشيلي            | 1–1   | 3–1     | تصفيات كأس العالم 2014 | [ 2 ]  |
| 3     | 6 سبتمبر 2013  | ملعب متروبوليتانو روبيرتو ميلينديز، بارانكيا، كولومبيا | الإكوادور        | 1–0   | 1–0     | تصفيات كأس العالم 2014 | [ 3 ]  |
| 4     | 5 مارس 2014    | ملعب كورنيلا-إل برات، برشلونة، إسبانيا                 | تونس             | 1–0   | 1–1     | ودية                   | [ 4 ]  |
| 5     | 6 يونيو 2014   | ملعب بيدرو بايدجاين، بوينس آيرس، الأرجنتين             | الأردن           | 1–0   | 3–0     | ودية                   | [ 5 ]  |
| 6     | 14 يونيو 2014  | ملعب مينيراو، بيلو هوريزونتي، البرازيل                 | اليونان          | 3–0   | 3–0     | كأس العالم 2014        | [ 6 ]  |
| 7     | 19 يونيو 2014  | ملعب ماني غارينشا الوطني، برازيليا، البرازيل           | ساحل العاج       | 1–0   | 2–1     | كأس العالم 2014        | [ 7 ]  |
| 8     | 24 يونيو 2014  | ميدان بنتانال، كويابا، البرازيل                        | اليابان          | 4–1   | 4–1     | كأس العالم 2014        | [ 8 ]  |
| 9     | 28 يونيو 2014  | ملعب ماراكانا، البرازيل، البرازيل                      | الأوروغواي       | 1–0   | 2–0     | كأس العالم 2014        | [ 9 ]  |
| 10    | 28 يونيو 2014  | ملعب ماراكانا، البرازيل، البرازيل                      | الأوروغواي       | 2–0   | 2–0     | كأس العالم 2014        | [ 9 ]  |
| 11    | 4 يوليو 2014   | ملعب كاستيلاو، فورتاليزا، البرازيل                     | البرازيل         | 1–2   | 1–2     | كأس العالم 2014        | [ 10 ] |
| 12    | 14 أكتوبر 2014 | ملعب ريد بول أرينا، هاريسون، الولايات المتحدة          | كندا             | 1–0   | 1–0     | ودية                   | [ 11 ] |
| 13    | 12 نوفمبر 2015 | ملعب خوليو مارتينيز برادانوس الوطني، سانتياغو، تشيلي   | تشيلي            | 1–1   | 1–1     | تصفيات كأس العالم 2018 | [ 12 ] |
| 14    | 24 مارس 2016   | ملعب هيرناندو سيليس، لاباز، بوليفيا                    | بوليفيا          | 1–0   | 3–2     | تصفيات كأس العالم 2018 | [ 13 ] |
| 15    | 3 يونيو 2016   | ملعب ليفاي، سانتا كلارا، الولايات المتحدة              | الولايات المتحدة | 2–0   | 2–0     | تصفيات كأس العالم 2018 | [ 14 ] |
| 16    | 7 يونيو 2016   | ملعب روز بول، باسادينا، الولايات المتحدة               | باراغواي         | 2–0   | 2–1     | كوبا أمريكا المئوية    | [ 15 ] |
| 17    | 1 سبتمبر 2016  | ملعب متروبوليتانو روبيرتو ميلينديز، بارانكيا، كولومبيا | فنزويلا          | 1–0   | 2–0     | تصفيات كأس العالم 2018 | [ 16 ] |
| 18    | 23 مارس 2017   | ملعب متروبوليتانو روبيرتو ميلينديز، بارانكيا، كولومبيا | بوليفيا          | 1–0   | 1–0     | تصفيات كأس العالم 2018 | [ 13 ] |
| 19    | 28 مارس 2017   | ملعب آتاهوالبا الأولمبي، كيتو، الإكوادور               | الإكوادور        | 1–0   | 2–0     | تصفيات كأس العالم 2018 | [ 17 ] |
| 20    | 13 يونيو 2017  | كوليسيوم ألفونسو بيريز، خيتافي، إسبانيا                | الكاميرون        | 1–0   | 4–0     | ودية                   | [ 18 ] |
| 21    | 10 أكتوبر 2017 | الملعب الوطني، ليما، بيرو                              | بيرو             | 1–0   | 1–1     | تصفيات كأس العالم 2018 | [ 19 ] |

## أهدافه في كأس العالم
خاميس كان هداف كأس العالم 2014 بتسجيله لـ6 أهداف. وهذه القائمة توضح أهدافه حسب البطولة والتاريخ والمكان والخصم والهدف والنتيجة والدور:
| الهدف           | التاريخ         | المكان                                       | الخصم           | الهدف           | النتيجة         | الدور           |        |
| كأس العالم 2014 | كأس العالم 2014 | كأس العالم 2014                              | كأس العالم 2014 | كأس العالم 2014 | كأس العالم 2014 | كأس العالم 2014 |        |
| --------------- | --------------- | -------------------------------------------- | --------------- | --------------- | --------------- | --------------- | ------ |
| 1               | 14 يونيو 2014   | ملعب مينيراو، بيلو هوريزونتي، البرازيل       | اليونان         | 3–0             | 3–0             | المجموعات       | [ 6 ]  |
| 2               | 19 يونيو 2014   | ملعب ماني غارينشا الوطني، برازيليا، البرازيل | ساحل العاج      | 1–0             | 2–1             | المجموعات       | [ 7 ]  |
| 3               | 24 يونيو 2014   | ميدان بنتانال، كويابا، البرازيل              | اليابان         | 4–1             | 4–1             | المجموعات       | [ 8 ]  |
| 4               | 28 يونيو 2014   | ملعب ماراكانا، البرازيل، البرازيل            | الأوروغواي      | 1–0             | 2–0             | ثمن النهائي     | [ 9 ]  |
| 5               | 28 يونيو 2014   | ملعب ماراكانا، البرازيل، البرازيل            | الأوروغواي      | 2–0             | 2–0             | ثمن النهائي     | [ 9 ]  |
| 6               | 4 يوليو 2014    | ملعب كاستيلاو، فورتاليزا، البرازيل           | البرازيل        | 1–2             | 1–2             | ربع النهائي     | [ 10 ] |

## الإحصائيات
آخر تحديث 5 مايو 2018.
| العام   | المباريات | الأهداف |
| ------- | --------- | ------- |
| 2011    | 3         | 0       |
| 2012    | 7         | 2       |
| 2013    | 10        | 1       |
| 2014    | 8         | 1       |
| 2016    | 12        | 4       |
| 2017    | 7         | 4       |
| 2018    | 3         | 0       |
| المجموع | 62        | 21      |

| المسابقة          | الأهداف |
| ----------------- | ------- |
| وديات             | 4       |
| كوبا أمريكا       | 2       |
| تصفيات كأس العالم | 9       |
| كأس العالم        | 6       |
| المجموع           | 21      |

## وصلات خارجية
خاميس رودريغيز على مؤسسة إحصاءات وثيقة لرياضة كرة القدم